# ORCID
ORCID (Open Researcher and Contributor ID; em português ID Aberto de Pesquisador e Contribuidor) é um código alfanumérico não proprietário para identificar exclusivamente cientistas e outros autores acadêmicos e contribuidores. Este aborda o problema de que um determinado autor e a sua contribuição para a literatura científica ou publicações em ciências humanas podem ser difíceis de reconhecer como a maioria dos nomes pessoais não são únicas, elas podem mudar, têm diferenças culturais na ordem do nome, contêm uso inconsistente de abreviaturas do primeiro nome e empregam sistemas de escrita diferentes. Ele fornece uma identidade persistente para os seres humanos, semelhante ao que é criado para as entidades de conteúdo relacionadas nas redes digitais pela identificadores digitais de objeto (DOIs).
A organização ORCID oferece um registro aberto e independente que se destina a ser o padrão de facto para a identificação do contribuidor na pesquisa e publicações académicas. Em 16 de outubro de 2012, a ORCID lançou o seu serviço de registo de serviços e deu início a fornecer identificadores a usuários.

## Desenvolvimento e lançamento
A ORCID foi organizada pela primeira vez como o "Open Researcher Contributor Identification Initiative" tradução "Iniciativa Aberta de Identificador de Pesquisador Contribuidor". Um protótipo foi desenvolvido em software adaptado do que o utilizado por Thomson Reuters para o seu sistema ResearcherID.  O registo agora é uma organização independente sem fins lucrativos, ORCID, Inc., incorporada em agosto de 2010, no estado de Delaware, nos Estados Unidos, composto por um conselho internacional de administração. O seu diretor executivo, Laure Haak, foi nomeado em abril de 2012. Desde o ano de 2015 o conselho é presidido por Ed Pentz da CrossRef. O ORCID é livremente utilizável e interoperável com outros sistemas de IDENTIFICAÇÃO. O ORCID lançou os seus serviços de registo e começou a emissão de identificadores de usuários em 16 de outubro de 2012. Formalmente, os IDs ORCID são especificados como URIs, por exemplo, o ORCID para John Wilbanks é http://orcid.org/0000-0002-4510-0385. no Entanto, alguns editores usam a forma abreviada, por exemplo, "ORCID: 0000-0002-4510-0385".
O ORCID é um subconjunto do International Standard Name Identifier (ISNI), , sob os auspícios da Organização Internacional para Padronização (ISO 27729) e as duas empresas estão a cooperar. O ISNI irá identificar contribuintes para livros, programas de televisão e jornais, e reservou um bloco de identificadores para uso por ORCID, no intervalo 0000-0001-5000-0007 para 0000-0003-5000-0001. por conseguinte, é possível para uma pessoa legitimamente, ter uma ISNI e um ORCID – efetivamente, dois ISNIs.
Tanto ORCID e ISNI usam identificadores de 16 caracteres , utilizando os dígitos de 0 a 9, e separados em grupos de quatro por hífens. O final da pessoa, que pode ser também uma letra "X" representa o valor "10" (por exemplo, Nick Jennings' ORCID é http://orcid.org/0000-0003-0166-248X), é um dígito de verificação MOD 11-2 em conformidade com a norma ISO/IEC 7064:2003 standard.
Um ORCID conta para uma pessoa fictícia, Josias Carberry, existe como http://orcid.org/0000-0002-1825-0097, para utilização em testes e, como exemplo, na documentação e material de treinamento.

## Usos
O objetivo do ORCID é auxílio "a transição da ciência e para-Ciência, em publicações académicas pode ser extraído para detectar links e ideias escondidas no crescente volume de literatura académica". Outra sugestão de uso é fornecer a cada pesquisador individual com um 'curriculum vitae' digital constantemente atualizado e fornecer uma fotografia sua ou as suas contribuições para a ciência vai muito além de uma simples lista de publicações. A ideia é que outras organizações utilizam a base de dados de acesso aberto ORCID para criar os seus próprios serviços.
Foi observado em um editorial na revista Nature que o ORCID, além da marcação, as contribuições que os cientistas fazem para papéis, "pode também ser atribuído para conjuntos de dados que ajudaram a gerar comentários das entradas dos seus colegas que não foram publicados em papéis de rascunho, as entradas em edições da Wikipédia e muito mais além".
Em abril de 2014, a ORCID anunciou planos para trabalhar com os Consórcios de Avanço de Padrões em Administração de Pesquisa de Informação para registo e reconhecem as contribuições para revisão pelos pares.
Em uma carta aberta datada de 1 de janeiro de 2016, oito editoras, incluindo a Royal Society, a União de Geofísica dos Estados Unidos, Hindawi, o Instituto de Engenheiros Eletricistas e Eletrônicos, Public Library of Science e Science, comprometeram-se com a exigência que todos os autores em seus diários deveriam ter um id ORCID.

## Membros, patrocinadores e registantes
Até ao final de 2013, a ORCID tinha 111 organizações membros e mais de 460.000 registantes. Em 15 de novembro de 2014, ORCID anunciou a marca de um milhão de inscrições. Em 5 de janeiro de 2017, o número de contas cadastradas relatado pela ORCID foi 2 913 813. Os membros da organização incluem muitas instituições de pesquisa, tais como Instituto de Tecnologia da Califórnia e da Universidade Cornell, e editoras, como a Elsevier, Springer Science+Business Media, John Wiley & Sons e Nature Publishing Group. Existem também as empresas comerciais, incluindo a Thomson Reuters, sociedades académicas e órgãos de financiamento.
A concessão de organismos, tais como a Wellcome Trust (uma fundação de caridade) também começaram a determinação de que os candidatos para o financiamento de fornecer um identicador ORCID.

### Implementações nacionais
Em vários países, os consórcios, incluindo órgãos governamentais como parceiros, estão a operar a nível nacional para implementar o ORCID. Por exemplo, na Itália, setenta universidades e quatro centros de investigação estão a colaborar, sob os auspícios da Conferência de Reitores Italianos (CRUI) e a Agência Nacional para a Avaliação da Universidade e Institutos de Pesquisa (ANVUR), em um projeto implementado pelo Cineca, um não-para-consórcio sem fins lucrativos que representa as universidades, instituições de pesquisa, e o Ministério da Educação. Na Austrália, o governo do National Health and Medical Research Council (NHMRC) e Australian Research Council (ARC), "incentivar a todos os pesquisadores que solicitam financiamento para ter um identificador ORCID".

## Integrações

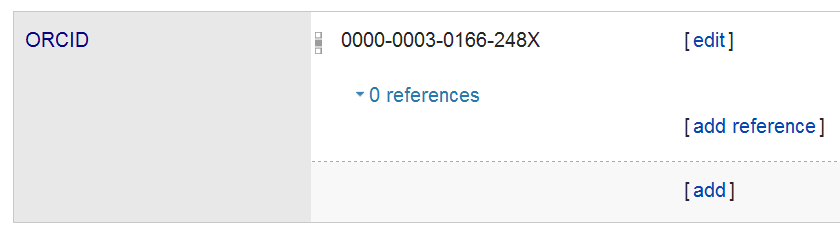
Nick Jennings, ORCID em sua entrada Wikidata

Além dos membros e patrocinadores, revistas, editoras, e outros serviços foram incluídos o id ORCID em seus fluxos de trabalho ou bases de dados. Por exemplo, o Journal of Neuroscience, Springer Publishing, o Hindawi Publishing Corporation, Europe PubMed Central, o Japonês Instituto Nacional de Informática Nome do Pesquisador de Resolução, Wikipédia, e a Wikidata.
Alguns serviços online têm criado ferramentas para exportação de dados, ou a importação de dados a partir dos serviços ORCID. Estes incluem Scopus, Figshare, o sistema Thomson Reuters' ResearcherID, Researchfish, a Biblioteca Britânica (para o seu EThOS tese de catálogo), ProQuest (para o seu ProQuest Dissertações de mestrado e Teses de serviço), e Fronteiras Loop. Em outubro de 2015, DataCite, CrossRef e ORCID anunciaram que o ex-órgãos de atualização de registos ORCID, "quando um identificador ORCID é encontrada em nomes DOI recém registados".
Ferramentas de terceiros que permitem a migração de conteúdo a partir de outros serviços em ORCID, por exemplo Mendeley2ORCID, para Mendeley.
Alguns dados ORCID também podem ser obtidos como tags RDF/XML, RDF Turtle, XML ou JSON. ORCID usa o GitHub como seu repositório oficial de código.